# ليغ أوف ليجيندز
ليغ أوف ليجيندز ((بالإنجليزية: League of Legends)‏ تُختصر بـ LoL أو League) هي لعبة فيديو متعددة اللاعبين من نوع موبا طوّرتها ونشرتها شركة ريوت غيمز لنظام مايكروسوفت ويندوز ونظام ماك أو إس. اللعبة مُستوحاة من المود المُسمي دفاع القدماء القائم على لعبة وور كرافت 3: عهد الفوضى. وهي لعبة مجانية، مدعومة بالصفقات الصغيرة. تم الإعلان عن اللعبة لأول مرة في 7 أكتوبر 2008، وصدرت في 27 أكتوبر عام 2009. استقبلت ليغ أوف ليجيندز بشكل جيد عند صدورها، وقد نمت في الشعبية خلال السنوات الماضية. وفقاً لمقالة في مجلة فوربس عام 2012، كانت ليغ أوف ليجيندز لعبة الفيديو الأكثر لعباً في أمريكا الشمالية وأوروبا. اعتباراً من أول يناير عام 2014، أكثر من 67 مليون شخص يلعب ليغ أوف ليجيندز شهرياً، 27 مليون في اليوم الواحد، وأكثر من 7.5 مليون في وقت واحد خلال ساعات الذروة.
في ليغ أوف ليجيندز، يقوم اللاعبون بدور شخصية تسمى «بطل»، لديها قدرات فريدة، وتقاتل مع فريق ضد لاعبين آخرين أو ضد الكمبيوتر. في أنماط اللعبة الأكثر شعبية، هدف كل فريق هو تدمير الرابطة للفريق المنافس، وهو مبنى يقع في قلب قاعدة محمية بالبناءات الدفاعية. كل مباراة في ليغ أوف ليجيندز منفصلة، ويبدأ جميع الأبطال بقوة ضعيفة إلى حد ما ثم يتقدم في القوة عن طريق تجميع الذهب والخبرة على مدار المباراة.
غالبًا ما يشار لليغ أوف ليجيندز بأكبر لعبة رياضة الكترونية في العالم؛ إذ يقام فيها 13 دوريًا حول العالم. في عام 2019، بلغ إجمالي مشاهدي بطولة العالم لليغ أوف ليجيندز أكثر من 100 مليون شخص، ووصل عدد المشاهدين في وقت الذروة إلى 44 مليون مشاهد.

## مبدأ اللعبة
كل لاعب يدخل إلى المباراة كمقاتل يعرف بالبطل ويلعب في فريق ضد الآخر، هدف الفريق هو تدمير رابطة الفريق الآخر التي تُخرِج توابع (minions) ليقاتلوا توابع الفريق الآخر، هذه التوابع لا يتحكم بها أحد وإنما تدار تلقائياً. كل مباراة تضم فريقين، وكل فريق يتكون من 1 إلى 5 لاعبين حسب نوع المبارة.
يتاح للاعبين خلال 80 ثانية قبل المبارة باختيار الأبطال وبعض الميزات الإضافية. لا يسمح لأكثر من لاعب في نفس الفريق باختيار بطل واحد، وفي النمط المُصنف لا يسمح لأكثر من لاعب باختيار نفس البطل في كلا الفريقين.
على كل فريق أن يدمر الأبراج التابعة للفريق الآخر وأخيراً الرابطة التي إن تدمرت تحسم النتيجة. كل مباراة تدوم من 20 إلى 60 دقيقة تقريباً ويمكن الاستسلام بعد 15 دقيقة إن وافق كل الفريق على الاستسلام أو بعد 20 دقيقة إن وافق 4 علي الاقل من الفريق.

## أنماط اللعب
يوجد ثلاثة أنماط رئيسة للعبة اعتبارًا من عام 2020: سامنرز ريفت (Summoner's Rift) هو النمط الموبا الأساسي (وهو أيضًا اسم خريطة اللعب)؛ ونمط آرام (ARAM) الذي يقدم تجربة قصيرة ذات إيقاع سريع؛ ونمط تيم فايت تاكتيكز (Teamfight Tactics) وهو نمط قتال تلقائي لثمانية لاعبين.

### سامنرز ريفت

توضيح مبسط لسامنرز ريفت. المسالك الصفراء هي المسارات التي تسير فيها التوابع؛ والنقاط الزرقاء والحمراء هي الأبراج الدفاعية التي تحمي المسارات. ولا يظهر في الصورة البرجين على جانبي الرابطة في قاعدة كل فريق. ويعبر الخط الأسود المنقط عن النهر الذي يفصل بين الجانبين.

سامنرز ريفت (Summoner's Rift) هو النمط الأساسي لليغ أوف ليجيندز وهو النمط الوحيد الذي يتم لعبه بشكل رسمي في البطولات؛ إذ يتنافس فريقان لتدمير رابطة الفريق المنافس، وهي مبنى محصن ببنايات دفاعية تعرف بالأبراج.
وتوجد الرابطة في قاعدة كل فريق، واحدة في الركن الأيسر السفلي للخريطة والأخرى في الركن الأيمن العلوي. التوابع -وهي كائنات لا يمكن أن يتحكم بها اللاعبون- تولد في شكل موجات تخرج من رابطة كل فريق، وتتحرك ناحية رابطة الفريق المنافس متخذة ثلاث مسارات: مسار علوي؛ ومسار أوسط؛ ومسار سفلي، وكل مسار محصن بثلاثة أبراج. ويتنافس كل فريق على إيصال توابعه لقاعدة الفريق المنافس ليدمر رابطته. غالبا ما تستغرق المباريات من 30 إلى 40 دقيقة لتدمير الرابطة، لكن يمكن أن يعلن فريق استسلامه بعد مرور 15 دقيقة.

### آرام
آرام هو نمط لعب 5 ضد 5 بأبطال مختارين عشوائيًا. وخريطة اللعب هاولينغ آبيس عبارة عن مسار ضيق وحيد يحتوي على أبراج ومانعَين ورابطتين. ويعتمد النمط على القتالات الجماعية المستمرة بين الفريقين بدلًا من التركيز على أن يطور كل لاعب من نفسه بشكل منفرد. وعلى الرغم من أنه يمكن أن يعود اللاعب إلى قاعدته، إلا أنه لا يستطيع أن يعيد ملأ صحته والمانا أو شراء الأغراض إلا بعد أن يموت. تم إصدار آرام كنمط لعب رئيس في سبتمبتر من عام 2013. ورفضت ريوت غيمز أن تطلق نسخة مصنفة من آرام؛ لأنه نمط مبنى على العشوائية، مما يجعله غير مناسب لللعب التنافسي.

### تيمفايت تاكتيكز
تمفايت تاكتيكز هو نمط قتال تلقائي صدر في 26 يونيو 2019، ولا يوجد فيه أي تقنيات لعب مشابهة لليغ اوف ليجيندز. هذا النمط مبنى على تنافس ثمانية لاعبين، كل منهم يبني فريقًا قويًا بهدف أن يكون آخر فريق صامد. يعتبر المطورون تيمفايت تاكتيكز لعبة مستقلة بذاتها وإن شاركت تحديثات ليغ أوف ليجيندز وبعض من عناصرها. تيمفايت تاكتيكز متاحة أيضًا على أنظمة تشغيل الهاتف iOS وAndroid مع خاصية اللعب المشترك بين المنصات. وفي عام 2019، صرحت ريوت غيمز بأن أكثر من 33 مليون شخص يلعبون تيمفايت تاكتيكز شهريًا.

### الأنماط المميزة
أصدرت شركة ريوت غيمز عدة أنماط للعب بشكل مؤقت. صدر نمط Ultra Rapid Fire (حريق فائق السرعة) كمزحة ليوم كذبة أبريل في عام 2014، لكنه أصبح أحد الأنماط المميزة في اللعبة. وفي هذا النمط، لا يكلف استخدام القدرات أي شيء، وكذلك يقل الوقت اللازم انتظاره لإعادة استخدام القدرات، وتزداد سرعة الشخصيات زيادة ملحوظة، ويقل الشفاء، وتزداد سرعة الهجمات. بعد مرور فترة طويلة على حذف النمط، قالت شركة ريوت غيمز في عام 2017 أن النمط قد أدى إلى ترك اللاعبين ليغ أوف ليجيندز؛ لهذا لم يكونوا مستعدين لإحيائه مرة أخرى قبل إجراء التغييرات اللازمة. وأوضحوا أن الأنماط قصيرة المدى مكنتهم من أن يكونوا أكثر إبداعًا في تصميماتهم. One for All (واحد للجميع) هو نمط مميز آخر، وظهر لأول مرة في 2018؛ في هذا الوضع، يصوت اللاعبون في كل فريق لبطل ما، ثم يلعبون جميعًا بالبطل الحاصل على غالبية الأصوات.

## التطوير

### بداية التطوير

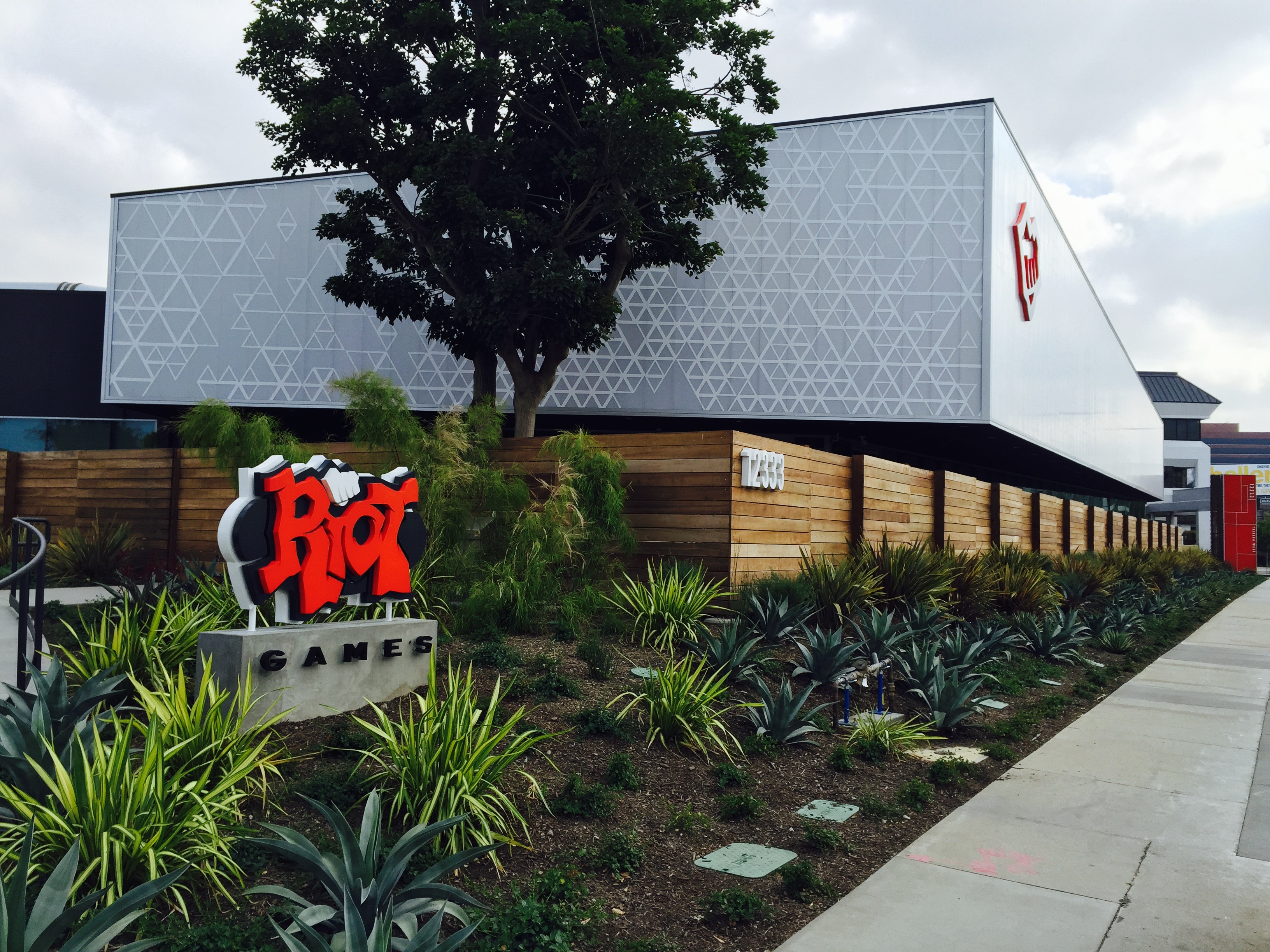
المقر الرئيسي لشركة ريوت غيمز في ويست لوس أنجلوس (في عام 2015)

كان لدى مؤسسي ريوت غيمز براندون بيك ومارك ميريل فكرة للعلبة تَخْلف دفاع القدماء -مود في لعبة وور كرافت 3 : عهد الفوضى- وتكون لعبة قائمة بذاتها، ولها محرك خاص بها. وكانا على اعتقاد بأن اللعبة بإمكانها أن تمثل نوعًا جديدًا من الألعاب، لكن مع ميزة سهولة الدخول؛ إذ كان على اللاعبين في السابق شراء الألعاب كاملة وتثبيت برامج مخصصة لشتغيلها. أقام بيك وميريل بطولة دفاع القدماء في جامعة جنوب كاليفورنيا، بهدف خفي وهو العثورعلى متدربين لضمان الجودة، وهناك تعرفا على جيف جو، الذي عمل لاحقًا كأحد منتجي اللعبة. أجرى جيف مقابلتة في سبتمبر 2006 عندما كانت مكاتب ريوت غيمز مجرد متجر آلات تم تحويله، وأصبح جيف جزءً من الفريق بسبب معرفته بهذا النوع من الألعاب وبالألعاب المشابهة. في عام 2009، قال ميريل أنهم جعلوا إنشاء الأبطال متاح للجميع؛ ليكون لديهم عدد كبير من الأبطال المتنوعين.
بعد حوالي شهرين من تطوير اللعبة، أضاف بيك وميلر ستيف فيك -مصمم دفاع القدماء- للفريق، وأضافا كذلك ستيف مِسكون -مدير فريق الدعم-؛ ليعملا على تطوير ليغ أوف ليجيندز. وفي ذلك الوقت، لم يكن لدى معظم أعضاء الفريق خبرة سابقة في العمل مع مطورين آخرين كفريق واحد. أنشأوا ملفًا للتصميم وكانت أولويته هي تصميم شخصيات تختلف عن شخصيات وور كرافت 3. تم إنشاء عرض توضيحي للعبة في 4 أشهر قبل أن يتم عرضه في مؤتمر مطوري الألعاب عام 2007 في سان فرانسيسكو. وفي تلك الأثناء، اتصل بيك وميريل بالناشرين، لكنهما لم يرغبا في بيع اللعبة على الفور، فلم يتمكنا من التوصل إلى أي اتفاقيات. في عام 2019، قال ميريل أن الناشرين كانوا محتارين في أمر اللعبة بسبب عدم وجود نمط لعب فردي ولأن اللعبة صُمِمت لتكون مجانية.
أُعلِن عن ليغ أوف ليجيندز في 7 أكتوبر 2008، وصدرت كنسخة تجريبية مغلقة في 10 أبريل 2009. كان هناك 17 بطلًا متاحًا عند إطلاق الإصدار التجريبي في أبريل 2009، وهم: أليستار وآني وآش وفيدل ستيكس وجاكس وكايل ومساتر يي ومورجانا ونونو ورايز وسيون وسيفر وسوراكا وتيمو وتريستانا وتويستد فيت ووورويك . كان هدف ريوت غيمز في البداية هو إصدار اللعبة ب20 بطل، لكنها قررت مضاعفة العدد إلى 40 من أجل الإصدار الكامل في أكتوبر 2009.

### فلسفة التطوير
تُحدث ليغ أوف ليجيندز باستمرار منذ أن صدرت في 2009، ويعد الصحفيون هذا مشاركةً في استمرار بقاء اللعبة. بدأ المطورين يتبعون نجهًا حديثًا لتطوير اللعبة في 2014، مع «تحديثات موازنة» منتظمة -على سبيل المثال، إجراء تعديلات لقدرات بطل ما- تصدر كل أسبوعين أو ثلاثة أسابيع. وغالبًا ما تصدر تغييرات جذرية في نهاية كل موسم. طُوِّرت خريطة سامنرز ريفت بشكل كبير في 2014؛ لتحسين جودتها ولجعل اللعب أكثر وضوحًا. في مقابلة عام 2020، قال المصمم الرئيس لسامنرز ريفت جون فرانك إن موازنة اللعبة هي «محاولة لا تنتهي للوصول إلى الكمال»، وقال إنه يدرك «أنهم لن يصلوا أبدًا». بدلًا عن ذلك، يتأكد الفريق من أن لديهم أهداف واضحة قبل أن يقوموا بتغيرات لتحقيق تلك الأهداف.

### تطوير القصة
تتميز ليغ أوف ليجيندزعن كون رونتيرا الكبير، وهو اسم العالم الخيالي حيث تقع الأحداث والقصص. قبل 2014، كان اللاعبون يتواجدون بشكل روائي كـ«مستعدين» يتحكمون بالأبكال ويجعلونهم يقاتلون. لاحظ ماكس واتسون أن القصة القديمة لم تحتوي على رسائل اجتماعية أو سياسية واضحة، وأنها يمكن أن تُلخص بـ«عبارات مبتذلة عن الخير والشر». في سبتمبر عام 2014، قررت ريوت غيمز أن توسع عالم رونتيرا بعيدا عن اللعبة نفسها. وكتب موقع كوتاكو للألعاب إن هذا التغيير سيُسهل من نقل اللعبة إلى وسائل الأعلام الأخرى، كالتلفاز مثلًا. ووفقًا لريوت غيمز، كان الهدف من ذلك التغيير هو تجنب الركود الإبداعي. ليغ أوف ليجيندز هي المحرك الأساسي لعالم الملكية الفكرية الواسع عن طريق إصدرات الأبطال وتحديثات اللعبة. أُنشئت رونتيرا من مجموعة مختلفة من التصنيفات؛ ففيها مناطق وفصائل تملك كل منها خصائص مميزة مأخوذة من ثقافات أخرى أكثر شهرة. كتب موقع بوليغون للألعاب إن القصة عبارة عن «تشكيلة التصنيفات مختلفة من رهاب المجهول إلى فانتازيا الفرسان والقادة إلى صراع قوى القراصنة.»  وعام 2015، في حدث ترويجي لأغراض تجميلية باللعبة، جانكبلانك البطل بشخصية القرصان تصادم مع صائدة الجوائز ميسفورشن، مما أدى إلى موته. عُطِّل جانكبلانك ولم يُسمح للمستخدمين بلعبه لمدة أسبوعين، في حادثة حركت فيها القصة اللعبة بدلًا من العكس.

## الأبطال
كان هناك 40 بطل فقط عند إصدار ليغ أوف ليجيندز في 2009، لكن اعتبارًا من نوفمبر 2020، هناك ما يفوق ال 150  تم إعادة تصميم الأبطال القديمة بتصاميم جديدة وطرق لعب جديدة وكذلك قصص جديدة. يمكنك اقتناء الأبطال بعملة داخل اللعبة تحصل عليها باللعب، أو عن طريق شراء عملات افتراضية. وتصاحب إصدار الأبطال حملات ترويجية. في نهاية 2020، تعرضت ريوت غيمز لانتقادات عدة لفتحها حسابًا على تويتر لأحد الأبطال ظهرت فيه الشخصية الخيالية تعاني عددًا من الأمراض العقلية، كالقلق ومتلازمة المحتال.  

## الإيرادات
ليغ أوف ليجيندز هي لعبة مجانية، مع إمكانية شراء الأبطال وعدد مختلف من الأغراض التجميلية عن طريق عملات افتراضية. في المراحل الأولى من تطوير اللعبة، عبر الناشرين عن قلقهم من كون اللعبة متاحة مجانًا. وفق تقديرات سوبر داتا، ربحت ريوت غيمز حوالي 1.29 مليون دولار أمريكي من الإيرادات عام 2009. وبحلول عام 2011، ازدادت إيرادات الشركة حتى وصلت لما يفوق ال86 مليون دولار أمريكي. واعتبارًا من أغسطس 2018، أصبح عدد المستخدمين النشطين يفوق ال111 مليون لاعب، مع إيرادات سنوية تقدر ب1.4 بليون دولار أمريكي، مما جعلها واحدة من أعلى الألعاب ربحًا لعام 2018، وجاءت بعد فورتنايت ودونجون فايتر أونلاين. أشار محلل يوبي سوفت توت وايدمان إلى أن 3% من اللاعبين فقط يدفعون ليلعبوا اللعبة، وهذا معدل دون المستوى؛ إذ أن معايير قطاع الألعاب تتراوح بين 15% و 25%. وقال إن السبب الوحيد لنجاح اللعبة هو عدد المستخدمين الكبير بشكل استثنائي.
هناك ثلاثة أنواع من العملات في ليغ أوف ليجيندز. نوع يمكن شراؤه بأموال حقيقية، وأخر يحصل عليه المستخدم عن طريق اللعب. أما الثالث فيُستخدم للحصول على مظاهر للبطل، و (مظاهر للكاشف)، وأيقونات للمستخدم، وصور تعبيرية عن طريق «صناعة الهيكستيك»، وهي نظام الغنائم في ليغ أوف ليجيندز. في أغسطس 2019، أعلنت ريوت غيمز عن نظام إنجازات باسم «الإنجازات الخالدة»، وهي إنجازات مهمة خاصة بكل بطل، وتلقت انتقادات عدة من الصحافة و من اللاعبين لتكلفتها الباهظة وقيمتها المنخفضة.

## سمعة اللاعبين
يشتهر لاعبو ليغ أوف ليجيندز بتصرفاتهم السلبية والمسيئة، والتي يشار إليها في وسائط الألعاب بـ Toxicity (السمية). وقد اعترفت ريوت غيمز بتلك المشكلة، و طورت عدة أدوات لمكافحتها. إحدى الوسائل المتاحة هي خاصية الإبلاغ، والتي تتيح للمستخدم الإبلاغ عن زملائه في الفريق أو لاعبين من الفريق المنافس لانتهاكهم القواعد السلوكية للعبة. الدردشة داخل اللعبة تراقبها خوارزميات لديها القدرة على كشف السلوك المسيء، سواء كان عنصرية، رهاب المثلية، تفرقة جنسية، أو حتى مصطلحات مسيئة مقتصرة على ليغ فقط.

## الإصدار
صدرت ليغ أوف ليجيندز في أمريكا الشمالية في 27 أكتوبر 2009. وقعت شركة ريوت غيمز في البداية عقد شراكة تراخيص دولية مع Goa -وهي شركة فرعية مختصة في ألعاب الفيديو تابعة لشركة أورانج- من أجل حقوق التوزيع في أوروبا. وفي 13 أكتوبر 2009، أعلنت شركتي ريوت غيمز وGoa أنهما سيبدآون بتحويل اللاعبين الأوروبيين لخوادم Goa المخصصة. وفي أكتوبر 2010، تولت ريوت غيمز توزيع وإدارة اللعبة في أوروبا وفتحت مقرًا أوروبيا في دبلن. وتم تشغيل الخوادم الأسترالية في عام 2013.
بحلول مارس 2012، أصبحت ليغ أوف ليجيندز اللعبة رقم 1 في مراكز الألعاب الكورية. ظلت ليغ أوف ليجيندز ذات شعبية في كوريا؛ إذ احتفظت بالمرتبة الأولى قبل أن تخسر مركزها مؤقتًا أمام أوفرواتش في الفترة من منتصف 2016 إلى 2017. ليغ أوف ليجيندز مشهورة فالفلبين وكانت ثاني أكثر لعبة تُلعب في مراكز الإنترنت في يونيو 2013، بعد دفاع القدماء. وفي 2019، صرحت بأن اللعبة لديها 8 مليون لاعب يوميًا، مما يجعلها أكبر من أفصل عشر ألعاب على منصة الألعاب ستيم مجتمعين، ولكن أقل من فورتنايت عام 2017.

## الاستقبال
| استقبال |        |
| --- | ------ |
| مجموع النقاط المجموع نقاط ميتاكريتيك 78/100 [ 72 ] نتائج المراجعة نشرة نقاط 1أب.كوم A- [ 73 ] يورو غيمر 8/10 [ 74 ] غيم ريفولوشن B+ [ 75 ] غيم سباي [ 76 ] غيم زون 9/10 [ 77 ] آي جي إن 9.2/10 [ 78 ] |        |
| مجموع النقاط |        |
| المجموع | نقاط   |
| ميتاكريتيك | 78/100 |
| نتائج المراجعة |        |
| نشرة | نقاط   |
| 1أب.كوم | A-     |
| يورو غيمر | 8/10   |
| غيم ريفولوشن | B+     |
| غيم سباي | [ 76 ] |
| غيم زون | 9/10   |
| آي جي إن | 9.2/10 |

وفقًا لموقع ميتاكريتيك، فقد حصلت ليغ أوف ليجيندز على تقييمات إيجابية بشكل عام. غالبًا ما قارنت المراجعات ليغ أوف ليجيندز بدفاع القدماء. كتب ريك ماك كورميك من موقع غيمز رادار إنه على الرغم من أن اللعبة قد تناسب معجبي دفاع القدماء، إلا أن اللاعبين الجدد قد يخيفهم منحنى التعلم الحاد؛ لأن اللعبة تفترض أن اللاعب لديه معرفة مسبقة بهذا النوع من الألعاب. وفي مراجعة غيم ريفولوشن، نُوه بأن الطريقة التي وُضعت بها الأغراض في ليغ أوف ليجيندز أبسط من دفاع القدماء. قال كيفن فان أورد من غيم سبوت إن اللعبة ليست صعبة التعلم، لكن لاعبي دفاع القدماء «لديهم معرفة أساسية» بنظام اللعبة وطريقة اللعب، أما اللاعبون الجدد فقد تنتابهم بالرهبة. ووفقًا لستيف بوتس من آي جي إن، تتميز ليغ أوف ليجيندز عن منافسيها بتصاميم الشخصيات الإبداعية والألوان المفعمة بالحيوية.

### الجوائز والترشيحات
حصلت اللعبة على جوائز عديدة:
| عام  | الجوائز                                     | الفئة                                                                                         | النتيجة | المرجع         |
| ---- | ------------------------------------------- | --------------------------------------------------------------------------------------------- | ------- | -------------- |
| 2010 | أول جوائز اختيار مطوري الألعاب عبر الإنترنت | أفضل تقنية على الإنترنت، الفنون البصرية، تصميم اللعبة، لعبة جديدة على الإنترنت، جائزة الجمهور | فوز     | [ 83 ]         |
| 2010 | جائزة جولدن جويستيك 2010                    | أفضل لعبة على الإنترنت للعام                                                                  | فوز     | [ 84 ]         |
| 2011 | جائزة جولدن جويستيك 2011                    | أفضل لعبة مجانية                                                                              | فوز     | [ 85 ]         |
| 2015 | جوائز اللعبة 2015                           | لعبة العام للرياضة الإلكترونية                                                                | رُشِّح     | [ 86 ]         |
| 2017 | جوائز اختيار المراهقين 2017                 | لعبة الاختيار                                                                                 | رُشِّح     | [ 87 ]         |
| 2017 | جائزة جولدن جويستيك 2017                    | لعبة العام للرياضة الإلكترونية                                                                | رُشِّح     | [ 88 ]         |
| 2017 | جوائز اللعبة 2017                           | أفضل لعبة رياضة إلكترونية                                                                     | رُشِّح     | [ 89 ]         |
| 2018 | جوائز آني الـ45                             | أفضل إعلان رسوم متحركة تلفيزيوني/إذاعي (Legends Never Die)                                    | رُشِّح     | [ 90 ]         |
| 2018 | جوائز إيمي الرياضية الـ39                   | تصميم جرافيك حي متميز (بطولة ليغ أوف ليجيندز عام 2017)                                        | فوز     | [ 91 ]         |
| 2018 | جائزة جولدن جويستيك 2018                    | لعبة العام للرياضة الإلكترونية                                                                | رُشِّح     | [ 92 ] [ 93 ]  |
| 2018 | جوائز اللعبة 2018                           | أفضل لعبة رياضة إلكترونية                                                                     | رُشِّح     | [ 94 ] [ 95 ]  |
| 2019 | جوائز شورتي ال11                            | الأفضل في الألعاب ("Pop/Stars" لـ K/DA)                                                       | فوز     | [ 96 ]         |
| 2019 | جائزة جولدن جويستيك 2019                    | لعبة العام للرياضة الإلكترونية                                                                | رُشِّح     | [ 97 ]         |
| 2019 | جوائز هوليوود الموسيقية في وسائل الإعلام    | مقطوعة موسيقية أصلية - لعبة فيديو                                                             | رُشِّح     | [ 98 ]         |
| 2019 | جوائز اللعبة 2019                           | أفضل لعبة رياضة إلكترونية                                                                     | فوز     | [ 99 ] [ 100 ] |
| 2019 | جوائز اللعبة 2019                           | أفضل حدث في رياضي إلكتروني (بطولة ليغ أوف ليجيندز عام 2017)                                   | فوز     | [ 99 ] [ 100 ] |
| 2020 | جوائز اللعبة 2020                           | أفضل لعبة رياضة إلكترونية                                                                     | فوز     | [ 101 ]        |
| 2020 | جوائز اللعبة 2020                           | أفضل حدث رياضي إلكتروني (بطولة ليغ أوف ليجيندز عام 2020)                                      | فوز     | [ 101 ]        |

## الرياضة الإلكترونية

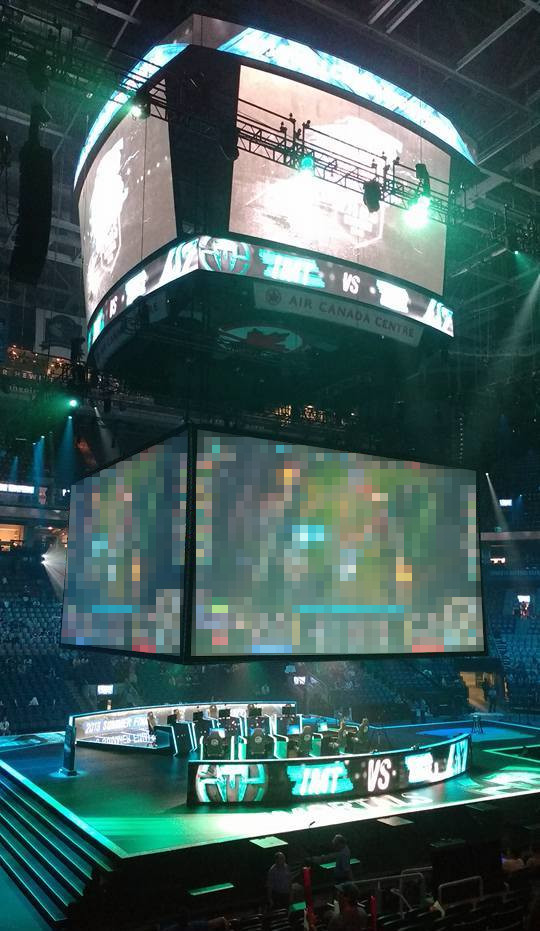
مسرح بطولة أمريكا الشمالية الصيفية لليغ أوف ليجيندز عام 2016، التي أقيمت في تورنتو.

ليغ أوف ليجيندز هي واحدة من أكبر الرياضات الإلكترونية في العالم، وقد صفتها صحيفة النيويورك تايمز بـ«المستقطب الرئيس» للرياضات اللإلكترونية. وتدير ريوت غيمز دوريات في الرياضة اللإلكترونية لليغ أوف ليجيندز حول العالم. في 2017، كان هناك 13 دوريًا، بإجمالي 109 فريق و545 لاعب. وشاهد بطولة العالم ليغ أوف ليجيندز لعام 2019 أكثر من 44 مليون شخص، «مما عزز من مكانة اللعبة كأكثر رياضة إلكترونية مشهورة». وفي يونيو 2014، كتب ألساندرو دي فيوريه في مجلة هارفارد بزنس ريفيو إن ليغ أوف ليجيندز هي اللعبة التي لخصت نمو قطاع الرياضة الالكترونية. شبكة ESPN هي المذيع الرسمي لسلسلة بطولات ليغ أوف ليجيندز.
لُقب اللاعب الكوري لي سانغ هيوك، المعروف بفيكر، بـ “مايكل جوردن ليغ أوف ليجيندز"، وهو أيضًا أحد المتنافسين على لقب أفضل لاعب رياضة إلكترونية. لدى لاعبو ليغ أوف ليجيندز المحترفون أجور مضمونة تفوق المليون دولار أمريكي. وقد اجتذب المشهد بعض رجال الأعمال الذين لم تكن لهم علاقة بالرياضة الالكترونية، مثل مارك كوبان، ولاعب كرة السلة المتقاعد ريك فوكس، الذي أنشأ منظمة إكو فوكس سنة 2014.

## الألعاب المنبثقة
في احتفال بالذكرى السنوية العاشرة لليغ أوف ليجيندز، أعلنت ريوت غيمز عن عدة ألعاب في مراحل مختلفة من الإنتاج. ارتبطت لعبتان منهم ارتباطًا مباشرًا بالملكية الفكيرة لليغ أوف ليجيندز. انطلقت ليجيندز أوف رونتيرا في أبريل 2020، وهي لعبة بطاقات مجانية. صدرت اللعبة -التي تحوي شخصيات من ليغ أوف ليجيندز- كنسخة تجريبية مفتوحة في 24 يناير عام 2020، لكنها كانت متاحة لنظام ويندوز فقط. وأتيحت على أجهزة الهاتف وقت الإصدار الكامل.
ليغ أوف ليجيندز: وايلد ريفت هي لعبة موبا من المقرر إصدارها لأجهزة الأندرويد والiOS، ومشغلات ألعاب لم يتم تحديدها بعد. تم إعادة بناء الشخصيات والبيئات الخاصة باللعبة بدلًا من نقلها من ليغ أوف ليجيندز؛ لتتيح تجربة أفضل لمنصات اللعب الجديدة. دخلت اللعبة في مرحلة تجريبية مفتوحة في أكتوبر 2020 لمناطق محددة. ولم يُحدد موعد الإصدار الرسمي للعبة بعد.
وأعُلن عن لعبة تقمص أدوار بعنوان رويند كينغ: أ ليغ أوف ليجيندز ستوري في عام 2019، ومن المقرر أن تصدر في 2021 وأن تكون متاحة على بلاي ستيشن 4، وبلاي ستيشن 5، وXbox One، وXbox Series X/S، ونينتندو سويتش، والحاسوب.

## وسائل الإعلام الأخرى

### الموسيقى
مغامرة ريوت غيمز الأولى في عالم الموسيقى كانت في 2014 عندما روجت فرقة موسيقى الميتال الافتراضية Pentakill لمجموعة Skins (مظاهر) بنفس الاسم. تتألف Pentakill من الأبطال كارثوس، وكايل، وموردكايزر، وأولاف، وسونا، ويوريك. صنعت موسيقاهم بشكل أساسي من قبل فرق الموسيقى التابع لشركة ريوت غيمز، لكن ظهر فيها تومي لي وعضو ناين إنش نايلز السابق داني لونر كفنانين شرفيين. صدر أول ألبوم لهم بعنوان Smite and Ignite في 2014. وصدر ثاني ألبوم لهم بعنوان Grasp of the Undying في 2017، وحصل على المركز الأول في مخطط آي تيونز لموسيقى الميتال. اقتبست كلمات أغنية "Masterpiece" للموسيقي السويدي بيسهنتر بعض الجمل من ليغ أوف ليجيندز.
وجاءت K/DA بعد Pentakill، وهي فرقة بوب افتراضية مكونة من كايسا وآهري وأكالي وإِفِلين. وكما هو الحال مع بينتاكيل، كان الهدف منها هو ترويج مجموعة Skins (مظاهر) بنفس الاسم. عُرضت أغنية ترسيمهم "Pop/Stars" لأول مرة في حدث بطولة ليغ أوف ليجيندزعام 2018، وصدرت في 2018 متلقية ردود فعل إيجابية. اعتبارًا من ديسمبر 2020، حصل فيديو كليب "Pop/Stars" على ما يفوق ال400 مليون مشاهدة على يوتيوب. كل عضوة كان لديها خلفية درامية واسعة، وعلى عكس Pentakill، نُسبت المقاطع الغنائية تحت الاسم الحقيقي للمغنيات اللواتي قمن بأدوار آهري وكايسا وأكالي وإِفِلين. وبعد انقطاع لمدة عامين، وفي الفترة التي تسبق بطولة ليغ أوف ليجيندز لعام 2020، أصدرت الفرقة ثاني إصدار منفرد لها بعنوان "The Baddest". وفي أكتوبر 2020، أعلنت ريوت غيمز أن البطل الجديد سيرافين ستنضم إلى K/DA، مصحوبة بمجموعة Skins (مظاهر) جديدة للفرقة. صدرت ثالث أغنية منفردة للفرقة "More" في 28 أكتوبر 2020، مع ظهور سيرافين. وحصلت على ردود فعل إيجابية لحد كبير، لكنها لم تلقَ استقبالًا جيدًا من بعض مستخدمي الإنترنت في كوريا الجنوبية؛ لاحتوائها على جزء صيني، ولأن سيرافين ظهرت كمركز الأغنية. أدت الفرقة الرقمية الأغنية في افتتاحية نهائي بطولة ليغ أوف ليجيندز لعام 2020. وصدر أول ألبوم مصغر للفرقة في 6 نوفمبر 2020 بعنوان All Out.
وفي السنة بين أول وثاني إصدار منفرد لـK/DA، أنشأت ريوت غيمز فرقة هيب هوب افتراضية باسم True Damage، وتضم الأبطال إكو وأكالي وكييانا وسِنا وياسو. وأدى المغنيين نسخة حية لأغنية ترسيمهم "Giants" إلى جانب صور تجسيمية للشخصيات التي يؤدونها، خلال حفل افتتاح بطولة ليغ أوف ليجيندز لعام 2019.

### القصص المصورة
أُعلن عن تعاون مع مارفل كوميكس في 2018. كان لدى ريوت غيمز عدة تجارب سابقة مع كتب القصص المصورة، لكنها كانت تصدرها بشكل حصري على موقعها. أشارت شانون لياو من موقع ذا فيرج إلى أن كتب القصص المصورة ستتيح لريوت غيمز رواية قصص أكثر تشابكًا ما كانت لتقدر على روايتها بطريقة أخرى؛ بسبب نوع ليغ أوف ليجيندز كلعبة. وفي مارس 2019، صدر العدد الرابع والأخير لتعاون ريوت غيمز مع مارفل بعنوان ليغ أوف ليجيندز: آش—وورمذر. بعد إصدار أول مجموعة، أُعلن عن تعاونين آخرين مع مارفل للبطلين لاكس وزِد، وصدرا تباعًا في 2019 و 2020.

### الرسوم المتحركة
أعلنت ريوت غيمز عن مسلسل رسوم متحركة باسم Arcane (غامض)، في فيديو نُشر للاحتفال بالذكرى السنوية للعبة. وفي مقابلة مع هوليوود ريبورتر، قال جريج ستريت رئيس قسم التطوير الإبداعي إن المسلسل «ليس بنرامجًا مرحًا. إذ يخوض البرنامج في عدد من المواضيع الجادة؛ لذا لا نريد أن يتابع الأطفال البرنامج وينتظرون شيئًا لن يحدث.» ستقع أحداث المسلسل في منطقتي بلتوفر وزون، ومن المتوقع أن تضم البطلين جينكس و فاي. كان من المقرر إصدار البرنامج في عام 2020، ولكن تم تأجيله لعام 2021 بسبب فيروس كورونا.

## روابط خارجية
- ليغ أوف ليجيندز على موقع IMDb (الإنجليزية)
- ليغ أوف ليجيندز على موقع ديسكوغز (الإنجليزية)